# جيمس واليس
جيمس واليس (بالإنجليزية: James Wallis)‏ هو سياسي نيوزلندي، ولد في 1825، وتوفي في 1912. انتخب عضو مجلس النواب نيوزيلندا.